# Myrmecodia tuberosa
Myrmecodia tuberosa är en måreväxtart som beskrevs av William Jack. Myrmecodia tuberosa ingår i släktet Myrmecodia och familjen måreväxter. Inga underarter finns listade i Catalogue of Life.